# Duguetia venezuelana
Duguetia venezuelana är en kirimojaväxtart som beskrevs av Robert Elias Fries. Duguetia venezuelana ingår i släktet Duguetia och familjen kirimojaväxter. Inga underarter finns listade i Catalogue of Life.